# Lazare de Schwendi
Ne doit pas être confondu avec Schwendi.
Lazare de Schwendi (1522 - 28 mai 1583) est un diplomate et général de Charles Quint et de Maximilien II. Son nom est célèbre dans la région de Colmar en Alsace.

## Biographie
Lazare de Schwendi est né en juin 1522 à Mittelbiberach en Souabe. Il était le fils illégitime de Ruhland de Schwendi et d'Appolonia Wenken, sa servante. Son père, mort en juin 1525, fit un testament instituant la ville de Memmingen exécutrice testamentaire et tutrice de son fils.
Après des études dans les universités de Strasbourg et de Bâle, il entra au service de Charles Quint en 1546.
Il s’illustra au combat, en particulier en 1552 lors de l'annexion par le roi de France Henri II de la ville de Metz. En 1553, avec Charles de Tisnacq, il se rendit à une conférence de la ligue d'Eger qui devait se tenir à Zeitz, mais la conférence fut ajournée. En 1556, il fut nommé par Philippe II d’Espagne gouverneur de Philippeville en Belgique, où il entra en janvier, à la tête d’un régiment de lansquenets allemands. L'évènement est rappelé par une inscription dans l'église.
Le 10 août 1557, il participa avec ses lansquenets à la bataille de Saint-Quentin, puis, en juillet 1558, à la bataille de Gravelines où, Philippe II, qui avait pris un net avantage sur la France, put lui imposer la paix du Cateau-Cambrésis (1559).
Malgré cette intense activité militaire, il fut chargé de nombreuses missions diplomatiques à Prague, en Bavière, à Bruxelles (en tant qu’ambassadeur impérial).
Marié en 1552 à Anne Boecklin de Boecklingsau, il eut un fils, Jean-Guillaume de Schwendi, en 1557 ; celui-ci fut baron de Hohenlandsberg et mourut en janvier 1609. À la suite de la mort de sa femme, le 25 juillet 1571, Schwendi se remaria, en octobre 1573, à Éléonore de Zimmern (1554-1606).
Entre 1564 et 1568, il est au service de l'empereur Maximilien II en tant que colonel de toutes les troupes allemandes à cheval et à pied et est envoyé en Hongrie pour combattre les Turcs ; le 11 février 1565, il prend d’assaut la forteresse de Tokaj : il aurait rapporté de son voyage le savoir-faire viticole de cette région du nord-est de la Hongrie et serait donc à l'origine du tokay d'Alsace : il s’agit d’une légende, puisque le tokay d’Alsace (le pinot gris) ne correspond nullement aux cépages qui donnent le vin doux de tokay et que, d’autre part, le pinot gris était connu en Alsace depuis le Moyen Âge.
À partir de 1568, il réduisit ses activités diplomatiques pour se consacrer à la gestion de ses domaines ; en effet, il avait acquis de nombreuses propriétés de deux côtés du Rhin : en 1560, la seigneurie de Burkheim (commune de Vogtsburg im Kaiserstuhl, aujourd’hui en Bade-Wurtemberg) ; en avril 1563, la ville et le château de Triberg en Forêt-Noire).
Mais c’est surtout en Alsace qu’il marqua son empreinte : il se rendit propriétaire, le 4 novembre 1563, de la seigneurie de Hohenlandsberg avec la ville de Kientzheim et son château, les villages de Sigolsheim, d’Ingersheim, de Katzenthal et de Logelheim, ainsi qu’une partie des localités de Niedermorschwihr, de Wintzenheim, d’Ammerschwihr et de Turckheim. C’est dans sa résidence de Kientzheim qu’il vivait le plus volontiers. En 1572, il devint seigneur de Kirchhoffen — commune d'Ehrenkirchen en pays de Bade, et, l’année suivante, prévôt impérial de Kaysersberg.
Il mourut le 27 mai 1583 à Kirchhoffen et, selon son vœu, fut inhumé dans l’église de Kientzheim ; sa pierre tombale, en grès rose, représentant en haut-relief en chevalier, est toujours visible ; elle est classée à l’inventaire des monuments historiques.
Frédéric Auguste Bartholdi réalisa en 1898 une statue de Schwendi brandissant un plant de vigne ; elle surplombe la fontaine, au milieu de la place de l'Ancienne douane de Colmar.

## Écrits

### Ouvrages

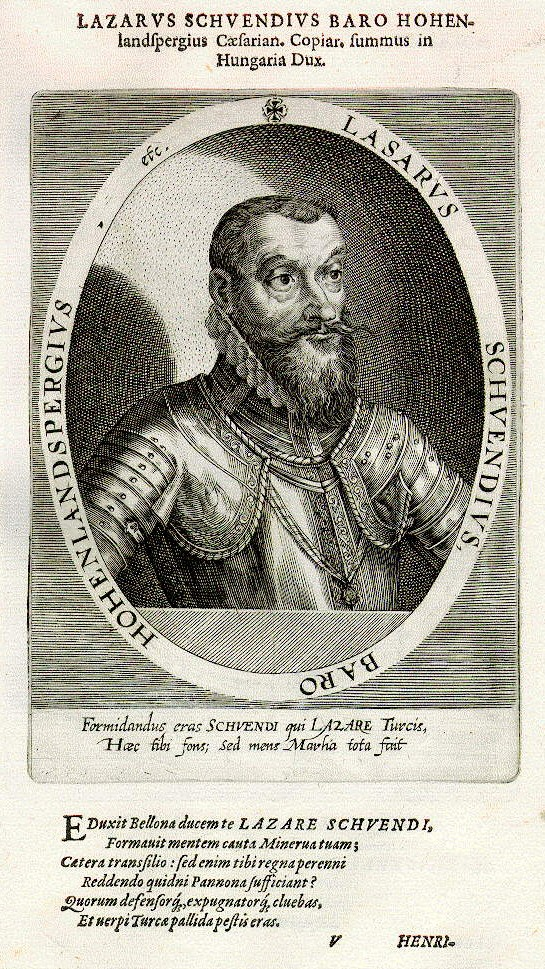
Portrait dans Atrium heroicum Caesarum, 1600–1602, de Dominicus Custos.

- Mein Lazarus vonn Schwendis, etc. Warhaffter und unwidersprechlicher Bericht, was ich, die niderwerffung und fengknuß, weyland Sebastian Vogelsperger belangend, gehandelt und gethon habe, Augsburg, 1548
- (avec Joannes Stadius, Gemma Frisius et Ogier Ghislain de Busbecq) Ephemerides novae, auctae et repurgatae Joannis Stadii Leonnouthensis mathematici. Secundum Antverpiae longitudinem. Ab anno 1554 usque ad annum 1600, Cologne, Héritiers d'Arnold Birckmann, 1570
- Kriegs Discurs : von Bestellung dess gantzen Kriegswesens, vnd von den Kriegsämptern : vermehrt und verbessert mit nützlichen, aus vieler kriegenden Potentaten und Republiquen Kriegs-Rechten, auch aus bewehrten Authoribus, extrahirten Annotationibus […] ; Darbey zu Ende […] der neue Käyserliche und ein Churfl. Sächs. Articulsbrieff annectirt / durch […] Christophorum Lobrinum, Dresde, Martin Gabriel Hübner, 1605, 1676 (OCLC 800895054)
- Ein schöne Ermahnung unnd Warnung, deß stengen, vielversuchten und streitbaren Helden und Kriegßobersten, Herrn Lazari von Schwendy , an die frommen Teutschen, unlangst vor seinem Todt gemacht.

### Correspondance
| De                  | À        | Date       |
| ------------------- | -------- | ---------- |
| Empereur            | Schwendi | 1752.06.26 |
| Empereur            | Schwendi | 1752.07.16 |
| Empereur            | Schwendi | 1752.07.25 |
| Empereur            | Schwendi | 1752.07.31 |
| Empereur            | Schwendi | 1752.08.11 |
| Schwendi            | Empereur | 1752.06.17 |
| Schwendi            | Empereur | 1752.06.23 |
| Schwendi            | Empereur | 1752.06.30 |
| Schwendi            | Empereur | 1752.07.02 |
| Schwendi            | Empereur | 1752.07.06 |
| Schwendi            | Empereur | 1752.07.21 |
| Schwendi            | Empereur | 1752.08.08 |
| Schwendi            | Empereur | 1752.08.16 |
| Schwendi            | Empereur | 1752.08.22 |
| Schwendi            | Empereur | 1752.08.24 |
| Duc d'Albe          | Schwendi | 1752.10.31 |
| Tisnacq et Schwendi | Empereur | 1753.10.08 |
| Tisnacq et Schwendi | Empereur | 1753.10.21 |

## Compléments

### Mémoire

#### Fédération des villes de Lazare de Schwendi
La Fédération des villes de Lazare de Schwendi a vu le jour en 1986 à l’initiative des quelques communes françaises qui faisaient partie des seigneuries de de Schwendi. Les membres sont :
- en France : Kientzheim, Ingersheim, Logelheim, Sigolsheim, Wintzenheim, Turckheim, Munster, Ammerschwihr, Niedermorschwihr, Katzenthal et Kaysersberg, toutes situées dans le Haut-Rhin ;
- en Allemagne : Kirchhofen (Ehrenkirchen), Burkheim (Vogtsburg), Triberg, Mittelbiberach et Schwendi, toutes situées dans le Bade-Wurtemberg ;
- en Belgique : Philippeville, située dans la province de Namur.

#### Éponymie
- Son nom est rappelé par la Cité scolaire Lazare de Schwendi d'Ingersheim[11].

#### Monuments
- Fontaine Schwendi, à Colmar